# 河棲喉盤魚
河棲喉盤魚（學名：Gobiesox fluviatilis），為輻鰭魚綱喉盤魚目喉盤魚科的其中一種，被IUCN列為易危保育類動物，分布於墨西哥Sinaloan沿岸及Santiago流域，體長可達5.9公分，屬底棲性魚類，生活習性不明。